# Округ Квеј (Њу Мексико)
Квеј (енгл. Quay County) је округ у америчкој савезној држави Њу Мексико.

## Демографија
По попису из 2010. године број становника је 9.041, што је 1.114 (-11,0%) становника мање него 2000. године.
| Група             | 2000.         | 2010.         |
| Белци             | 5.953 (58,6%) | 4.847 (53,6%) |
| Афроамериканци    | 85 (0,8%)     | 103 (1,1%)    |
| Азијати           | 81 (0,8%)     | 88 (1,0%)     |
| Хиспаноамериканци | 3.857 (38,0%) | 3.834 (42,4%) |
| Укупно            | 10.155        | 9.041         |